# Route nationale 802
Pour les articles homonymes, voir Route 802.
La route nationale 802 ou RN 802 était une route nationale française reliant Barfleur à Carteret. À la suite de la réforme de 1972, elle a été déclassée en RD 902.

## Ancien tracé de Barfleur à Carteret (D 902)
- Barfleur
- Quettehou
- Valognes
- Négreville
- Bricquebec
- Le Vrétot
- Sortosville-en-Beaumont
- Barneville-sur-Mer
- Carteret